# Sábados Continuados
Sábados Continuados fue un programa de televisión que se transmitió a partir del 5 de enero de 1964 y hasta 1967 por Canal 9 de Argentina conducido por Antonio Carrizo durante 1964 y 1967 y por Emilio Ariño en 1965 y 1966. Fue ideado para competir con Sábados Circulares que se ponía en el aire por Canal 13 dirigido por Nicolás Mancera y tenía como uno de sus elementos atractivos la presentación de cantantes de la Nueva ola, mayormente provenientes del programa El Club del Clan. La dirección musical del programa estaba a cargo de Santos Lipesker.

## Génesis del programa
Después de haber hecho su programa ómnibus Sábados circulares en Canal 9, Nicolás Mancera migró a Canal 13, por lo que el directivo de aquella televisora Julio Korn le pidió a Antonio Carrizo alguna idea para reemplazarlo. A Carrizo y le entusiasmó la idea de trabajar con los valores jóvenes del exitoso programa El Club del Clan que había emitido en  1962 y 1963 el Canal 13. Ese programa tuvo su origen en lo que se llamó la Nueva ola, una serie de artistas pop juveniles contratados por la compañía RCA y difundidos bajo ese eslogan a partir de 1959, con el fin de competir localmente en el mercado del rock and roll, que monopolizaba el estadounidense Elvis Presley y otras estrellas anglosajonas menores.
La idea original fue del ecuatoriano Ricardo Mejía, directivo de RCA. El sello grabador realizó una estrategia inicial de difusión con un centro en la grabación de discos y la realización de recitales públicos en sus instalaciones y shows televisivos. La RCA realizaba versiones en castellano de famosos temas extranjeros, adaptadas por Ben Molar, y en algunos casos por su hermano Rafael Molar. Para los programas de televisión, la RCA contrató al productor Hugo Moser con el fin de diseñar las personalidades que los cantantes de la Nueva ola debían representar ante el público. 

## Contenido
Canal 9 le ofreció a las principales figuras del Club del Clan remuneraciones muy superiores a las que percibían, debido a lo cual varios de ellos (Palito Ortega, Chico Novarro y Violeta Rivas, entre otros) se pasaron a Sábados Continuados.
Uno de los números fuertes del programa eran las entrevistas realizadas por Carrizo. Durante las 8 horas de la primera emisión del programa se fueron intercalando personalidades del momento –Américo Ghioldi, Jorge Luis Borges, Ernesto Sabato- a los que se preguntaba ¿qué le pediría usted a los Reyes?
Buscando novedades, Sábados Continuados fue el primer programa que reunió un 25 de mayo a los descendientes de los miembros de la Primera Junta. La venta de publicidad del programa fue muy exitosa –Carrizo llegó a hacer 70 chivos en una emisión- y al fin de la primera temporada Alejandro Romay que había invertido en el canal unos días antes de la primera emisión así se lo reconoció a Carrizo.